# Čelákovice
Čelákovice (prononcer ˈtʃɛlaːkovɪtsɛ) (en allemand : Czelakowitz) est une ville du district de Prague-Est, dans la région de Bohême-Centrale, en République tchèque. Sa population s'élevait à 12 463 habitants en 2024.

## Géographie
La ville est arrosée par l'Elbe et se trouve à 8 km à l'est-sud-est de Brandýs nad Labem-Stará Boleslav et à 25 km à l'est-nord-est du centre de Prague. Elle fait partie de l'aire métropolitaine de Prague.
La commune est limitée par Káraný et Lysa nad Labem au nord, par Přerov nad Labem à l'est, par Mochov, Vyšehořovice et Nehvizdy au sud, et par Zeleneč et Lázně Toušeň à l'ouest.

## Histoire
Le site où s'est établie la ville de Čelákovice est peuplé depuis l'âge de la pierre. Au IXe siècle, s'y établit une colonie slave. Le plus ancien document écrit mentionnant la localité date de 1290. Un château-fort et une église y sont alors construits. Le château, reconstruit entre 1973 et 1982 dans un style Gothique-Renaissance, est utilisé comme un musée municipal.
En 1910, l'usine connue sous l'acronyme TOS (Továrna Obráběcích Strojů) est fondée, devenant le site industriel le plus important de la ville.

## Population
Recensements (*) ou estimations de la population de la commune dans ses limites actuelles :
| 1869* | 1880* | 1890* | 1900* | 1910* | 1921* |
| ----- | ----- | ----- | ----- | ----- | ----- |
| 2 247 | 2 515 | 2 584 | 2 829 | 3 752 | 4 042 |

| 1930* | 1950* | 1961* | 1970* | 1980*  | 1991*  |
| ----- | ----- | ----- | ----- | ------ | ------ |
| 5 411 | 7 342 | 8 226 | 9 395 | 10 390 | 10 295 |

| 2001*  | 2011*  | 2015   | 2016   | 2017   | 2018   |
| ------ | ------ | ------ | ------ | ------ | ------ |
| 10 031 | 11 866 | 11 892 | 12 029 | 12 114 | 12 207 |

| 2019   | 2020   | 2021   | 2022   | 2023   | 2024   |
| ------ | ------ | ------ | ------ | ------ | ------ |
| 12 260 | 12 273 | 12 296 | 12 008 | 12 444 | 12 463 |

## Personnalités
- Josef Volman, entrepreneur tchèque
- František Čáp (1913-1972), réalisateur tchécoslovaque
- Eduard Petiška, auteur de livres pour enfants
- Alois Vašátko, lieutenant-colonel d'aviation britannique durant la Seconde Guerre mondiale
- Jaroslav Vrchotka, historien et ancien directeur de la Bibliothèque nationale de Prague

## Galerie d'images

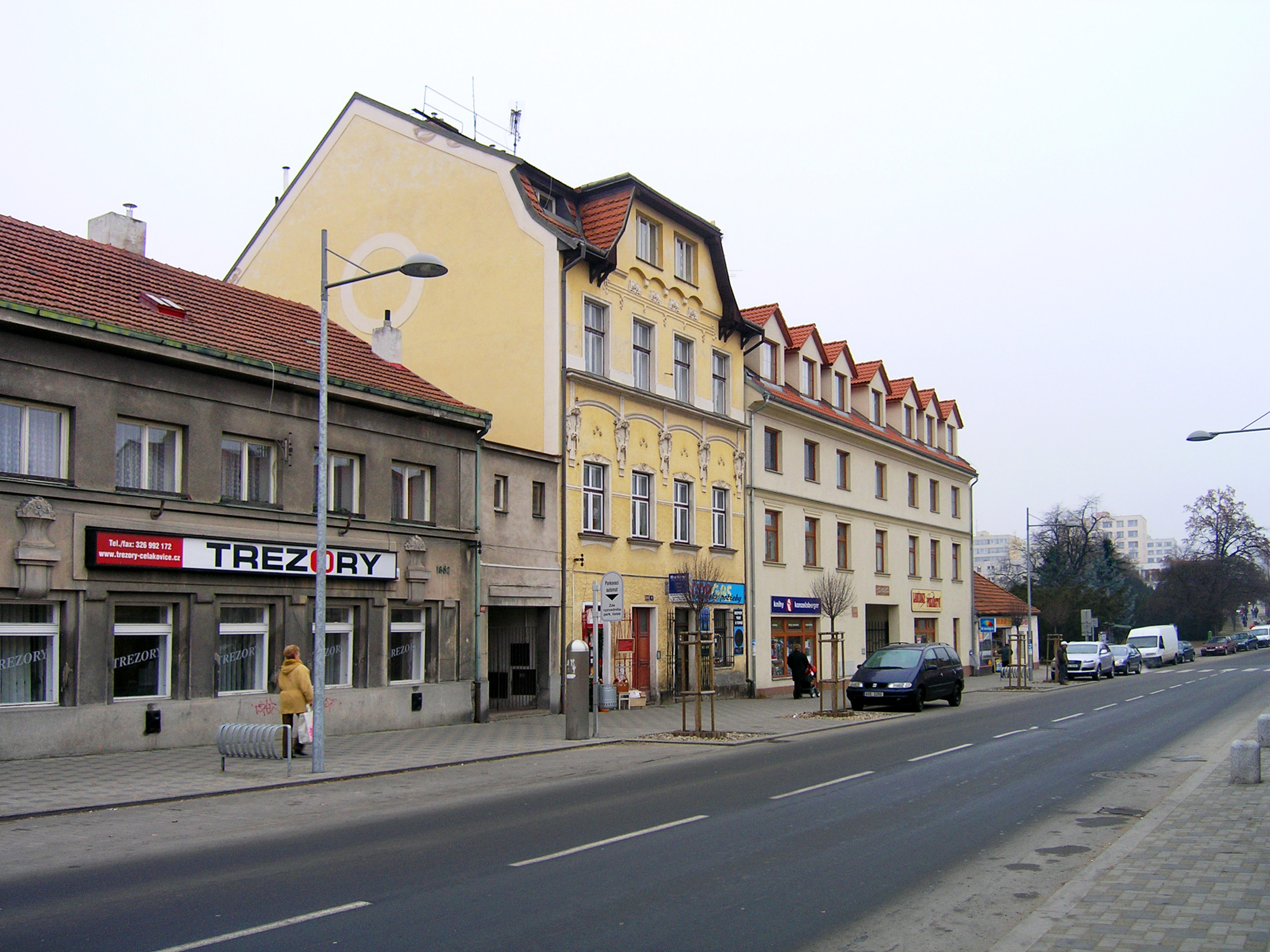
La rue Sedláčkova.
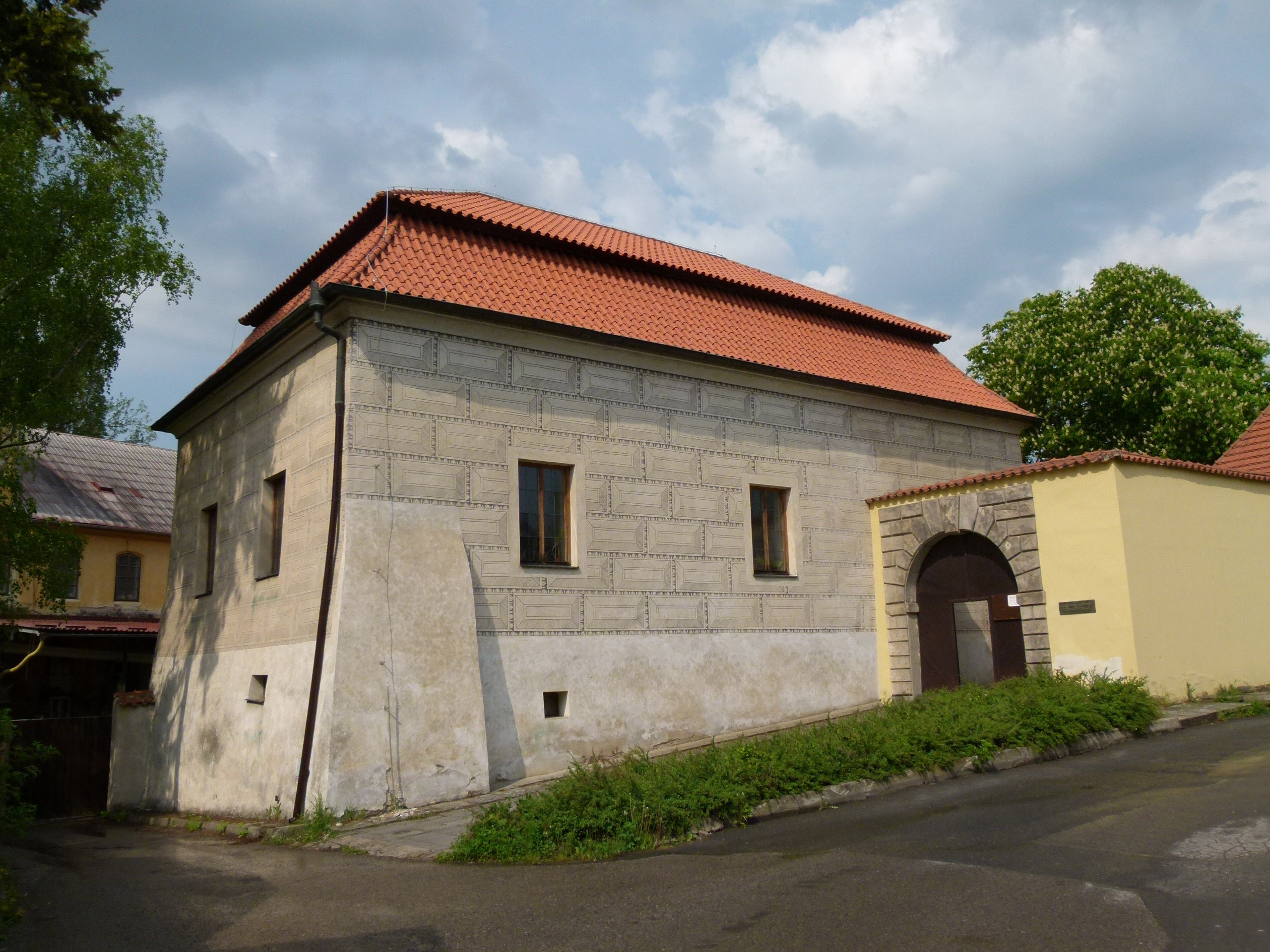
Château-Fort de Čelákovice.
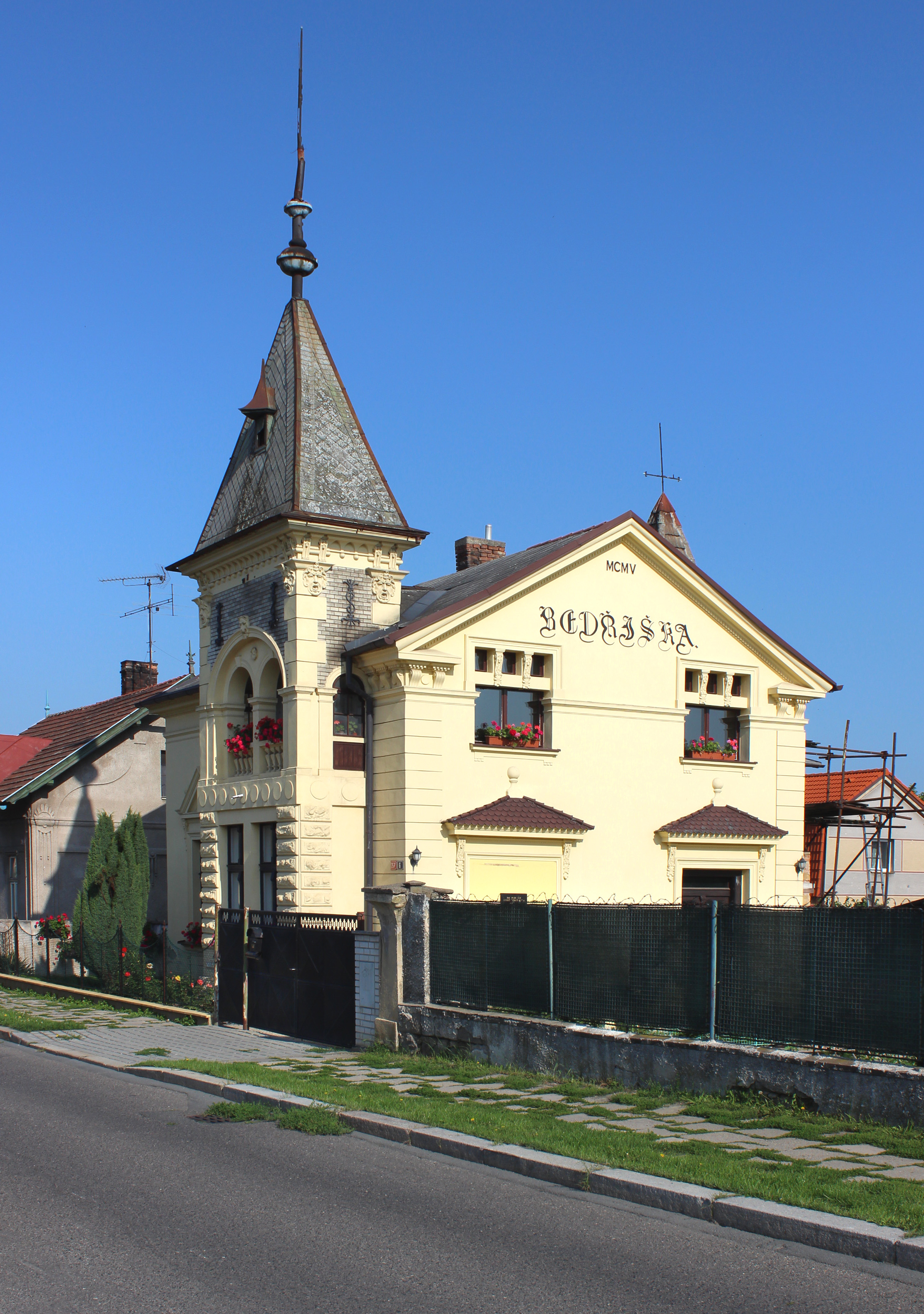
La rue de Palackého.

## Jumelage
- Trescore Balneario (Italie)
- Rüti (Suisse)